# 巨勢嶋人
巨勢 嶋人（こせ の しまひと、生没年不詳）は、奈良時代の貴族。姓は朝臣。官位は従五位下・左衛士佐。

## 経歴
延暦4年（785年）従五位下に叙爵し、のち左衛士佐に任ぜられる。延暦8年（789年）高野新笠の葬儀、および延暦9年（790年）桓武天皇が居所を内裏から近衛府に移した際、いずれも作路司を務めた。またこの間の延暦9年（790年）山背守を兼ねている。
延暦12年（793年）帯刀舎人・佐伯成人の殺害を謀るが発覚して逃亡した内舎人・山辺春日と春宮坊帯刀舎人・紀嶋人が伊予国で捕らえられると、巨勢嶋人は伊予国へ派遣されて二人を殴殺した。なお、二人は皇太子・安殿親王の密命を受けて謀議を行っていたとの噂があったという。

## 官歴
『続日本紀』による。
- 時期不詳：正六位上
- 延暦4年（785年） 9月8日：従五位下
- 延暦8年（789年） 12月29日：見左衛士佐
- 延暦9年（790年） 3月10日：兼山背守